# 賀陽美智子
賀陽 美智子（かや みちこ、1923年（大正12年）7月29日 - 2009年（平成21年）4月21日）は、日本の旧皇族、賀陽宮恒憲王の第1王女。母は同妃敏子（九条道実公爵の五女）。旧名美智子女王。上皇明仁の再従姉にあたる。   

## 略歴
1923年（大正12年）7月29日午前5時50分、賀陽宮恒憲王と同妃敏子の第1女子として誕生。御七夜の8月4日に「美智子」と命名された。
1943年（昭和18年）12月9日、徳大寺実厚公爵の次男徳大寺斉定との結婚が勅許。同27日、勲二等に叙せられ宝冠章を授けられる。29日に徳大寺斉定に降嫁し、徳大寺美智子となる。
1945年（昭和20年）9月、離婚した。二人の間に子供はいない。その後、斉定は1946年3月に戦病死した。
1958年（昭和33年）より財団法人国際教育情報センターに携わり、のち理事長となる。設立時より株式会社菊医会名誉会長。また、京都筆頭門跡尼院大聖寺伝来の煎茶道「永皎流」副総裁を務めていた。2009年（平成21年）4月21日逝去。

## 血縁
- 父：賀陽宮恒憲王
- 母：恒憲王妃敏子
- 兄弟：邦寿王 - 美智子女王 - 治憲王 - 章憲王 - 文憲王 - 宗憲王 - 健憲王

## 系譜
| 美智子女王 | 父: 恒憲王（賀陽宮） | 祖父: 邦憲王（賀陽宮） | 曾祖父: 朝彦親王（久邇宮） |
| 美智子女王 | 父: 恒憲王（賀陽宮） | 祖父: 邦憲王（賀陽宮） | 曾祖母: 泉亭静枝子         |
| 美智子女王 | 父: 恒憲王（賀陽宮） | 祖母: 好子             | 曾祖父: 醍醐忠順           |
| 美智子女王 | 父: 恒憲王（賀陽宮） | 祖母: 好子             | 曾祖母: 不詳               |
| 美智子女王 | 母: 敏子             | 祖父: 九条道実         | 曾祖父: 九条道孝           |
| 美智子女王 | 母: 敏子             | 祖父: 九条道実         | 曾祖母: 野間幾子           |
| 美智子女王 | 母: 敏子             | 祖母: 九条恵子         | 曾祖父: 大谷光瑩           |
| 美智子女王 | 母: 敏子             | 祖母: 九条恵子         | 曾祖母: 大谷恒子           |

## 栄典
- 1940年（昭和15年）8月15日 - 紀元二千六百年祝典記念章[6]
- 1943年（昭和18年）12月28日 - 勲二等宝冠章[3]

## 著作
- 「海外教科書にみる日本像」『諸君!』第13巻第11号、文藝春秋社、1981年11月、210–215頁、ISSN 09173005。